# Nanolestes
Nanolestes — вимерлий рід ссавців ряду Amphitheriida з пізньої юри Євразії. Два види, N. krusati і N. drescherae, відомі з формації Alcobaça в Португалії. Інший вид, N. mackennai, був описаний Томасом Мартіном, Олександром О. Авер’яновим і Хансом-Ульріхом Пфретцшнером у китайській оксфордській формації Кігу у 2010 році.